# Guido Valadares
Guido Valadares (* 12. Juni 1934 in Dili, Portugiesisch-Timor; † 30. August 1976 in Madabate, Verwaltungsamt Lequidoe) war ein Politiker aus Osttimor.

## Leben
1959 absolvierte Valadares einen medizinischen Kurs und arbeitete ab 1960 auf verschiedenen Posten im medizinischen Dienst Portugiesisch-Timors. 1971 wurde er zum Chefpfleger des Hospital Dr. Carvalho.
Valadares war Mitglied des Zentralkomitees der FRETILIN. In der Regierung der am 28. November 1975 ausgerufenen Demokratischen Republik Osttimor wurde er stellvertretender Minister für Arbeit und Soziales. Neun Tage später begann Indonesien mit einer großangelegten Invasion Osttimors. Valadares verließ seine Frau und fünf Kinder und half bei der Organisation des bewaffneten Widerstandes, insbesondere bei dessen medizinischer Versorgung. Am 30. August 1976 starb er zusammen mit drei Kameraden durch eine Mine in Madabate (Verwaltungsamt Lequidoe, Gemeinde Aileu). Am 1. September beerdigte man ihn in Bereleu (Lequidoe).

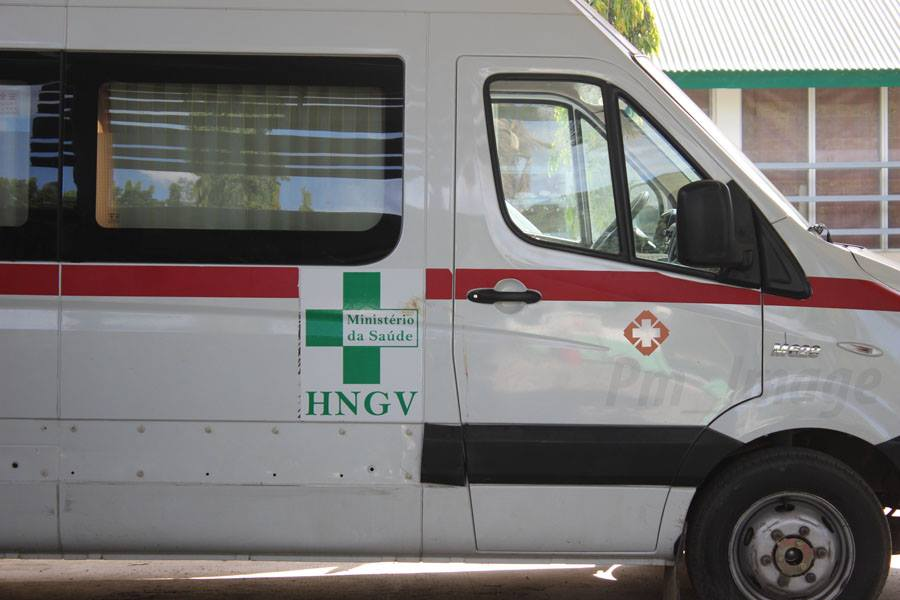
Krankenwagen des „Hospital Nacional Guido Valadares“

Nach Valadares wurde am 29. Juni 2003 das Nationalhospital Dili in „Hospital Nacional Guido Valadares“ (tetum Ospitál Nasionál Guido Valadares) umbenannt. Seine Witwe Maria Valadares war Mitglied des ersten Nationalparlaments nach der Unabhängigkeit Osttimors (2001–2007). Das Paar hatte eine Tochter.